# Muhammed Adil Shah
Muhammed Adil Shah, född 1626, död 1656, furste i det sydindiska riket Bijapur. Det mausoleum som restes över hans stort, Gol Gumbaz, är ett av världens främsta exempel på muslimsk byggnadskonst.